# 콜롬비아 합중국
콜롬비아 합중국(스페인어: Estados Unidos de Colombia, 영어: United States of Colombia)은 콜롬비아에 위치했던 옛 나라이다.

## 역사
1863년 그라나다 연합에서 코스타리카가 탈퇴하자 이 나라가 등장하였다. 하지만 사회적인 문제 등으로 1886년 지금의 콜롬비아가 탄생하게 된다. 그러나 1903년 파나마까지 탈퇴한다.

## 언어
에스파냐어가 공용어였다.